# Isländsk gambit
I schack är Isländsk gambit en variant av den skandinaviska öppningen som vanligen karaktäriseras av att svart spelar draget 3...e6. Öppningen är relativt aggressiv i förhållande till det klassiska skandinaviska försvaret och skapar många möjligheter för svart att ta kontroll över mitten av schackbrädet. 
Huvudlinjen i den isländska gambiten karaktäriseras av att vit efter 3...e6 spelar draget 4.dxe6 som sedan följs av 4...Lxe6 av svart. I denna position har svart valt att medvetet offra en bonde för en extremt snabb utveckling av sina pjäser. Samtidigt attackerar svart bonden på c4 och har dessutom skapat en öppen fil för sin drottning. Vit kan i denna position välja att spela 5...d4 och få bättre kontroll i mitten, samtidigt som man svarar på svarts aggressiva öppning.  Andra vanliga varianter är att vit spelar 5...Sf3 och 5...Sc3.